# Winston Reid
Winston Wiremu Reid (Auckland, 3 de julio de 1988) es un exfutbolista neozelandés, poseedor de la nacionalidad danesa, que jugaba como defensor.
Desempeñó sus primeros cinco años de carrera en el FC Midtjylland de la Superligaen, primera división de Dinamarca. Aunque nunca logró un título, fue subcampeón de la máxima competición danesa en las temporadas 2005-06 y 2006-07 y en la Copa de Dinamarca en la edición 2009-10. Además, participó en varias ocasiones de la Copa de la UEFA, actualmente conocida como Europa League.
En 2010, cuando la temporada 2010-11 recién había comenzado, fue transferido al West Ham United, y aunque solo logró realizar 7 apariciones en la liga y otras 5 en la Copa de la Liga y la FA Cup, se volvió una pieza clave del equipo en la Football League Championship 2011/12, segunda división inglesa a la que el West Ham había descendido en 2011. Luego de ganar los playoffs y conseguir el ascenso a la Premier League, Reid incluso llegó a capitanear al elenco de Londres en varios partidos. Recibió el Hammer of the Year 2012/13, galardón entregado al jugador que más votos obtiene de los simpatizantes.
Aunque representó a Dinamarca a nivel sub-19 y sub-21, se decantó por Nueva Zelanda para jugar en la selección absoluta. Con los All Whites disputó la Copa Mundial de 2010, donde convirtió su primer y único gol internacional, además de que los Kiwis se retiraron invictos de dicha competición, tras empatar en los tres partidos de la fase de grupos.

## Carrera

### FC Midtjylland
Con diez años, Winston, junto con su madre neozelandesa y su padrastro danés, se instaló en Dinamarca. Fue contratado profesionalmente por el FC Midtjylland a mediados de 2005. Aunque fue varias veces titular no fue sino hasta la temporada 2008-09 en la que se volvió un jugador clave en la defensa del club danés. Llegó a totalizar 86 presentaciones con el Midtjylland, con dos goles en su haber.

### West Ham

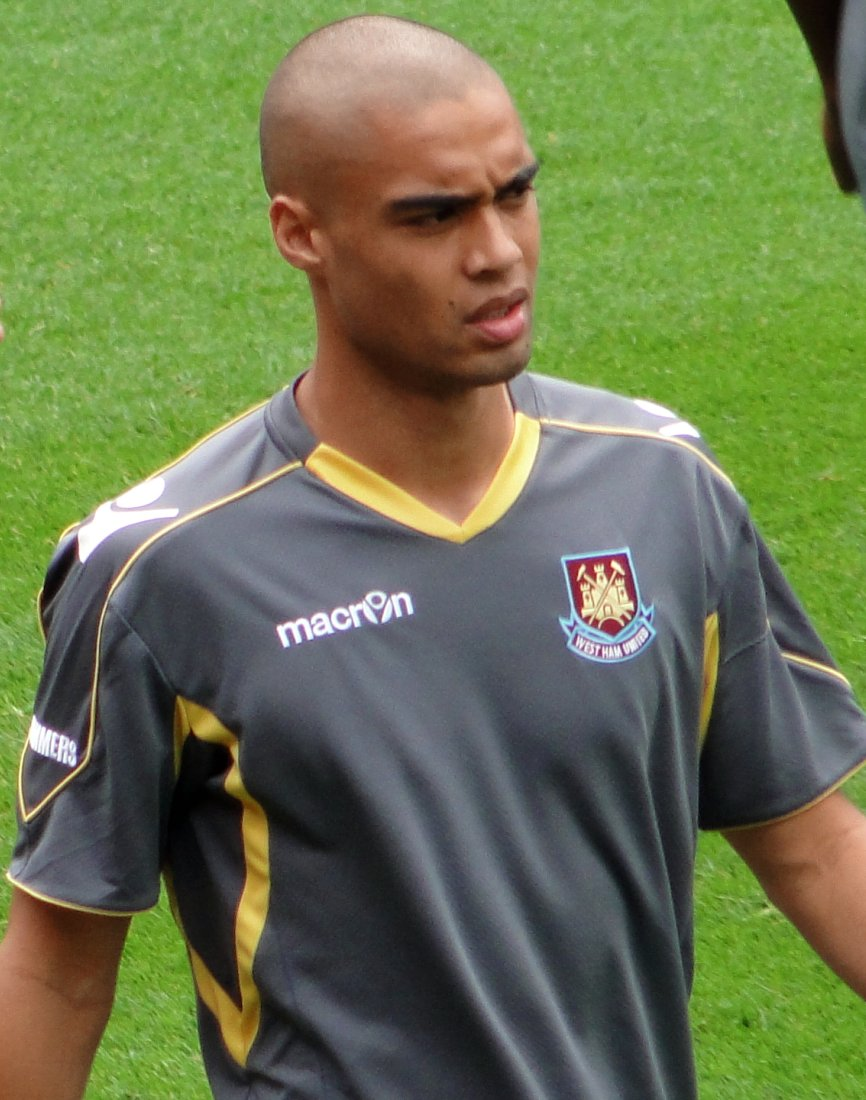
Reid en un entrenamiento con el West Ham.

Apenas comenzada la edición 2010/11 de la liga danesa, el West Ham efectuó la compra del defensor neozelandés, que firmó un contrato por tres años. En dicha temporada Reid jugó apenas unos pocos partidos, mientras que el West Ham United descendió a la Football League Championship, segunda división de la pirámide del fútbol inglés. Reid, que se volvió un titular en el equipo londinense, marcó el gol con el que el West Ham clasificó a los playoffs, que más adelante ganaría, logrando así el ascenso a la Premier League. En la temporada 2012-13 fue capitán en diversas ocasiones y recibió el Hammer of the Year, como el jugador preferido por la parcialidad del elenco inglés.
En la temporada 2013-14, Reid marcó su primer gol en la temporada en la victoria de visita por 3-0 ante el Tottenham Hotspur en octubre de 2013. Sin embargo, en noviembre de 2013 sufrió una lesión de rodilla durante el entrenamiento, la cual requirió cirugía. Regresó a las canchas en febrero de 2014, en la victoria en casa por 2-0 ante el Swansea City A. F. C.. Reid jugó su partido número 100 para el West Ham, en todas las competencias, el 15 de abril, en la derrota de visita ante el Arsenal.
El 20 de septiembre de 2014, Reid marcó su primer gol de la temporada 2014-15 a los dos minutos de partido, en la victoria por 3-1 ante el Liverpool en Upton Park. En marzo de 2015, Reid firmó un nuevo contrato con el club por seis años y medio, luego de mucha especulación por su futuro en el equipo, luego de ser contactado por los rivales de Londres como el Arsenal y el Tottenham Hotspur.
El 10 de mayo de 2016, Reid escribió su nombre en la historia del West Ham, anotando el último gol en Upton park, en la victoria por 3-2 contra el Manchester United.
El 7 de marzo de 2018, durante el encuentro de la Premier League ante el Swansea City, Reid sufrió una lesión en la rodilla en el minuto 29 y tuvo que ser sustituido del encuentro, lesión que se prolongaría hasta la próxima temporada. Regresó a las canchas en julio de 2019.

#### Cesiones
Sin jugar un partido oficial desde marzo de 2018 debido a una lesión de rodilla, el 15 de febrero de 2020 fue cedido al Sporting Kansas City. Un año después fue el Brentford F. C. quien logró su cesión para el tramo final de la temporada. Tras esta regresó al West Ham United, equipo con el que acordó la rescisión de su contrato en septiembre de 2021.

## Selección nacional
Tras recibir la ciudadanía danesa en 2006, fue convocado para jugar para Dinamarca en las categorías sub-19 y sub-21, llegando a participar en la clasificación para la Eurocopa Sub-21 de 2009.
Sin embargo, el 11 de marzo de 2010 declaró que le gustaría representar a la selección absoluta de Nueva Zelanda. El 10 de mayo fue elegido como uno de los 23 neozelandeses que jugarían la Copa Mundial de Sudáfrica 2010, a pesar de que su debut con los All Whites lo realizaría el 24 de mayo ante Australia en Melbourne.
Durante el Mundial de 2010, Reid marcó su primer gol internacional. Fue un cabezazo que igualó el encuentro ante Eslovaquia, permitiéndole a Nueva Zelanda sumar su primer punto en Mundiales.
Había sido convocado para la Copa de las Naciones de la OFC 2012 que se disputó en las Islas Salomón, pero una lesión provocó que fuera remplazado por Tim Myers.
En 2013, tras el anuncio de que Ryan Nelsen se retiraba de la actividad como jugador para ser entrenador del Toronto FC de la Major League Soccer, fue nombrado capitán de los All Whites.
En septiembre de 2022 anunció su retiro internacional tras el partido frente a Australia del día 25 de ese mismo mes.

#### Participaciones en Copas del Mundo
| Mundial                        | Sede      | Resultado    |
| ------------------------------ | --------- | ------------ |
| Copa Mundial de Fútbol de 2010 | Sudáfrica | Primera fase |

#### Partidos y goles internacionales
| Partidos y goles internacionales | Partidos y goles internacionales | Partidos y goles internacionales    | Partidos y goles internacionales | Partidos y goles internacionales | Partidos y goles internacionales           | Partidos y goles internacionales |
| #                                | Fecha                            | Estadio                             | Rival                            | Resultado                        | Competición                                | Gol(es)                          |
| -------------------------------- | -------------------------------- | ----------------------------------- | -------------------------------- | -------------------------------- | ------------------------------------------ | -------------------------------- |
| 2010                             |                                  |                                     |                                  |                                  |                                            |                                  |
| 1                                | 24 de mayo                       | Melbourne Cricket Ground, Melbourne | Australia                        | 1 – 2                            | Amistoso                                   |                                  |
| 2                                | 29 de mayo                       | Hypo-Arena, Klagenfurt              | Serbia                           | 1 – 0                            | Amistoso                                   |                                  |
| 3                                | 4 de junio                       | Ljudski vrt, Maribor                | Eslovenia                        | 1 – 3                            | Amistoso                                   |                                  |
| 4                                | 15 de junio                      | Royal Bafokeng Stadium, Rustenburg  | Eslovaquia                       | 1 – 1                            | Copa Mundial de Fútbol de 2010             | 1 (1)                            |
| 5                                | 20 de junio                      | Mbombela Stadium, Nelspruit         | Italia                           | 1 – 1                            | Copa Mundial de Fútbol de 2010             |                                  |
| 6                                | 24 de junio                      | Estadio Peter Mokaba, Polokwane     | Paraguay                         | 0 – 0                            | Copa Mundial de Fútbol de 2010             |                                  |
| 7                                | 9 de octubre                     | Estadio North Harbour, Auckland     | Honduras                         | 1 – 1                            | Amistoso                                   |                                  |
| 8                                | 12 de octubre                    | Westpac Stadium, Wellington         | Paraguay                         | 0 – 2                            | Amistoso                                   |                                  |
| 2011                             |                                  |                                     |                                  |                                  |                                            |                                  |
| 9                                | 1 de junio                       | Invesco Field at Mile High, Denver  | México                           | 0 – 3                            | Amistoso                                   |                                  |
| 2012                             |                                  |                                     |                                  |                                  |                                            |                                  |
| 10                               | 29 de febrero                    | Mount Smart Stadium, Auckland       | Jamaica                          | 2 – 3                            | Amistoso                                   |                                  |
| 11                               | 7 de septiembre                  | Estadio Numa-Daly Magenta, Numea    | Nueva Caledonia                  | 2 – 0                            | Clasificación para la Copa Mundial de 2014 |                                  |
| 12                               | 11 de septiembre                 | Estadio North Harbour, Auckland     | Islas Salomón                    | 6 – 1                            | Clasificación para la Copa Mundial de 2014 |                                  |
| 13                               | 14 de noviembre                  | Estadio Hongkou, Shanghái           | China                            | 1 – 1                            | Amistoso                                   |                                  |
| 2013                             |                                  |                                     |                                  |                                  |                                            |                                  |
| 14                               | 22 de marzo                      | Forsyth Barr Stadium, Dunedin       | Nueva Caledonia                  | 2 – 1                            | Clasificación para la Copa Mundial de 2014 |                                  |
| 15                               | 5 de septiembre                  | Estadio Rey Fahd, Riad              | Arabia Saudita                   | 1 – 0                            | OSN Cup 2013                               |                                  |
| 16                               | 9 de septiembre                  | Estadio Rey Fahd, Riad              | Emiratos Árabes Unidos           | 0 – 2                            | OSN Cup 2013                               |                                  |
| 17                               | 15 de octubre                    | Hasely Crawford, Puerto España      | Trinidad y Tobago                | 0 – 0                            | Amistoso                                   |                                  |
| 18                               | 8 de septiembre                  | Estadio Pakhtakor, Taskent          | Uzbekistán                       | 1 – 3                            | Amistoso                                   |                                  |
| 2015                             |                                  |                                     |                                  |                                  |                                            |                                  |
| 19                               | 7 de septiembre                  | Estadio Thuwunna, Rangún            | Birmania                         | 1 – 1                            | Amistoso                                   |                                  |
| 2016                             |                                  |                                     |                                  |                                  |                                            |                                  |
| 20                               | 8 de octubre                     | Nissan Stadium, Nashville           | México                           | 1 – 2                            | Amistoso                                   |                                  |
| 21                               | 11 de octubre                    | RFK Stadium, Washington D. C.       | Estados Unidos                   | 1 – 1                            | Amistoso                                   |                                  |
| 2017                             |                                  |                                     |                                  |                                  |                                            |                                  |
| 22                               | 6 de octubre                     | Estadio Toyota, Nagoya              | Japón                            | 1 – 2                            | Amistoso                                   |                                  |
| 23                               | 11 de noviembre                  | Westpac Stadium, Wellington         | Perú                             | 0 – 0                            | Clasificación para la Copa Mundial de 2018 |                                  |
| 24                               | 15 de noviembre                  | Estadio Nacional, Lima              | Perú                             | 0 – 2                            | Clasificación para la Copa Mundial de 2018 |                                  |
| 2022                             |                                  |                                     |                                  |                                  |                                            |                                  |
| 25                               | 25 de septiembre                 | Eden Park, Auckland                 | Australia                        | 0 – 2                            | Amistoso                                   |                                  |

## Clubes
| Club                          | País           | Año       |
| ----------------------------- | -------------- | --------- |
| F. C. Midtjylland             | Dinamarca      | 2005-2010 |
| West Ham United F. C.         | Inglaterra     | 2010-2021 |
| Sporting Kansas City (cedido) | Estados Unidos | 2020      |
| Brentford F. C. (cedido)      | Inglaterra     | 2021      |

## Estadísticas

### Clubes
Actualizado al 29 de mayo de 2021.
| F. C. Midtjylland Dinamarca | 1.ª           | 2006-07       | 11  | 0  | 0  | 0 | - | - | 11  | 0  | 0    |
| F. C. Midtjylland Dinamarca | 1.ª           | 2007-08       | 9   | 0  | 0  | 0 | - | - | 9   | 0  | 0    |
| F. C. Midtjylland Dinamarca | 1.ª           | 2008-09       | 25  | 2  | 1  | 0 | 3 | 1 | 30  | 3  | 0.1  |
| F. C. Midtjylland Dinamarca | 1.ª           | 2009-10       | 29  | 0  | 3  | 0 | - | - | 32  | 0  | 0    |
| F. C. Midtjylland Dinamarca | 1.ª           | 2010-11       | 1   | 0  | -  | - | - | - | 1   | 0  | 0    |
| F. C. Midtjylland Dinamarca | Total club    | Total club    | 75  | 2  | 4  | 0 | 3 | 1 | 82  | 3  | 0,04 |
| West Ham United F. C. Inglaterra | 1.ª           | 2010-11       | 7   | 0  | 5  | 1 | - | - | 12  | 1  | 0.08 |
| West Ham United F. C. Inglaterra | 2.ª           | 2011-12       | 31  | 3  | 2  | 0 | - | - | 33  | 3  | 0.09 |
| West Ham United F. C. Inglaterra | 1.ª           | 2012-13       | 36  | 1  | 1  | 0 | - | - | 37  | 1  | 0.03 |
| West Ham United F. C. Inglaterra | 1.ª           | 2013-14       | 22  | 1  | 0  | 0 | - | - | 22  | 1  | 0.05 |
| West Ham United F. C. Inglaterra | 1.ª           | 2014-15       | 30  | 1  | 3  | 0 | - | - | 33  | 1  | 0.03 |
| West Ham United F. C. Inglaterra | 1.ª           | 2015-16       | 24  | 1  | 5  | 0 | 1 | 0 | 30  | 1  | 0.03 |
| West Ham United F. C. Inglaterra | 1.ª           | 2016-17       | 30  | 2  | 3  | 0 | 3 | 0 | 36  | 2  | 0.06 |
| West Ham United F. C. Inglaterra | 1.ª           | 2017-18       | 18  | 0  | 2  | 0 | 0 | 0 | 20  | 0  | 0    |
| West Ham United F. C. Inglaterra | Total club    | Total club    | 198 | 9  | 21 | 1 | 4 | 0 | 223 | 10 | 0.04 |
| Sporting Kansas City Estados Unidos | 1.ª           | 2020          | 12  | 1  | -  | - | - | - | 12  | 1  | 0.08 |
| Sporting Kansas City Estados Unidos | Total club    | Total club    | 12  | 1  | 0  | 0 | 0 | 0 | 12  | 1  | 0.08 |
| Brentford F. C. Inglaterra | 2.ª           | 2020-21       | 11  | 0  | -  | - | - | - | 11  | 0  | 0    |
| Brentford F. C. Inglaterra | Total club    | Total club    | 11  | 0  | 0  | 0 | 0 | 0 | 11  | 0  | 0    |
| Total carrera | Total carrera | Total carrera | 296 | 12 | 25 | 1 | 7 | 1 | 328 | 14 | 0.04 |
| (1) Incluye playoffs. (2) Incluye datos de la DBU Pokalen (2006-2010) y FA Cup / Copa de la Liga (2011-act.) (3) Incluye datos de la Europa League (2008-) (4) No incluye goles en partidos amistosos. |               |               |     |    |    |   |   |   |     |    |      |

## Palmarés

### Distinciones individuales
| Distinción                           | Año  |
| ------------------------------------ | ---- |
| Hammer of the Year (West Ham United) | 2013 |